# Margarida da Dinamarca (1895–1992)
Margarida Francisca Luísa Maria Helena (Copenhague, 17 de setembro de 1895 – Copenhague, 18 de setembro de 1992), foi uma Princesa da Dinamarca por nascimento e Princesa de Parma pelo casamento. Neta do rei Cristiano IX da Dinamarca, Margarida descendia em linha materna de Dom Pedro I e IV, imperador do Brasil e rei de Portugal, sendo este seu trisavô. Foi mãe da rainha Ana da Romênia.

## Casamento e filhos
Margarida e a príncipe Renato de Bourbon-Parma casaram no dia 9 de Junho de 1921 em Copenhague. Tiveram quatro filhos:
| Nome                     | Nascimento             | Morte                           | Observações |
| ------------------------ | ---------------------- | ------------------------------- | --- |
| Jacques de Bourbon-Parma | 9 de junho de 1922     | 5 de novembro de 1964 (42 anos) | Casou-se em 1947 com a condessa Brigite Alexandra Maria de Holsácia-Ledreborg (1922-2009); com descendência                             |
| Ana de Bourbon-Parma     | 18 de setembro de 1923 | 1 de agosto de 2016 (92 anos)   | Casou-se em 1948 com o rei Miguel I da Romênia (1921-2017); com descendência                                                            |
| Michel de Bourbon-Parma  | 4 de março de 1926     | 7 de julho de 2018 (92 anos)    | Casou-se primeiro com a princesa Iolanda de Broglie-Revel; com descendência. Casou-se depois com Maria Pia de Saboia, sem descendência. |
| André de Bourbon-Parma   | 6 de março de 1928     | 1 de outubro de 2011 (83 anos)  | Casado em 1960 com Marina Gacry; com descendência.                                                                                      |

Margarida morreu em 18 de setembro de 1992, aos 97 anos de idade.